# Chất ưa nước
Chất ưa nước là một phân tử hoặc 'thực thể phân tử' khác bị thu hút bởi các phân tử nước và có xu hướng tan trong nước. Ngược lại, chất kị nước không bị hấp dẫn bởi nước và có thể bị đẩy bởi nước.

## Phân tử

Phospholipid là một phân tử lưỡng cực: có cả đầu ưa nước và đuôi kỵ nước. Trong dung dịch, vùng kị nước được giấu bên trong và phần ưa nước bên ngoài-như trong hình.

Một phân tử ưa nước hoặc một phần của một phân tử ưa nước là một chất có thể tương tác với nước và các chất phân cực khác với lợi hơn về nhiệt động lực học so với tương tác
của chúng với dầu hoặc các dung môi kị nước khác. Chúng thường là có phân cực, tích điện và có khả năng tạo liên kết hydro. Điều này làm cho các phân tử này tan không chỉ trong nước mà còn trong các dung môi phân cực khác.
Các phân tử (và các phần của phân tử) ưa nước có thể được coi là tương phản với các phân tử (và các phần của phân tử) kỵ nước. Trong một số trường hợp, cả hai tính chất ưa nước và kỵ nước xảy ra trong một phân tử duy nhất. Một ví dụ về các phân tử lưỡng cực như vậy là các chất béo cấu tạo nên màng tế bào. Một ví dụ khác là xà phòng, trong đó có một đầu ưa nước và một cái đuôi kỵ nước, cho phép nó hòa tan trong cả nước và dầu.
Các phân tử ưa nước và kỵ nước còn được gọi tương ứng là phân tử phân cực và phân tử không phân cực. Một số chất ưa nước lại không tan trong nước. Loại hỗn hợp này được gọi là hệ keo.
Một nguyên tắc gần đúng cho các hợp chất hữu cơ là độ hòa tan của một phân tử trong nước lớn hơn 1% khối lượng nếu có ít nhất một nhóm ưa nước trung tính trên 5 nguyên tử cacbon, hoặc ít nhất một nhóm ưa nước tích điện trên 7 nguyên tử cacbon.
Các chất ưa nước (ví dụ: muối) dường như có thể hút nước ra khỏi không khí. Đường cũng là chất ưa nước, và như muối đôi khi được sử dụng để rút nước ra khỏi thực phẩm. Đường rắc trên lát cắt trái cây sẽ "rút nước ra ngoài" thông qua chất ưa nước, làm cho trái cây mềm và ướt, như trong một công thức làm dâu tây phổ biến.